# Argentometria
Az argentometria analitikai kémiai vizsgálati módszer, ezüst(I)-ionokkal végzett titrálás. Jellemzően kloridion mennyiségének meghatározására használják. A mintaoldatot ismert koncentrációjú ezüst-nitrát oldattal titrálják meg. A kloridionok az ezüst(I)-ionokkal oldhatatlan ezüst-kloridot képeznek:
Cl− (aq) + Ag+ (aq) → AgCl (s) (Ksp = 1,70 ·10−10)

## Volhard-féle eljárás
A Volhard-féle eljárás visszatitrálásos módszer, melyet Jacob Volhardról neveztek el. A vizsgálandó anyaghoz fölöslegben ezüst-nitrátot adnak, az ezüst-kloridot kiszűrik, és a maradék ezüst-nitrátot ammónium-tiocianáttal titrálják meg. Indikátorként ammónium-vas(III)-szulfátot használnak, melyből a végpontban vérvörös vas-tiocianát komplex ([Fe(OH2)5(SCN)]2+) keletkezik:
Ag+ (aq) + SCN− (aq) → AgSCN (s) (Ksp = 1,16 ·10−12)
Fe(OH)(OH2)52+ (aq) + SCN− (aq)→ [Fe(OH2)5(SCN)]2+  + OH−

## Mohr-féle eljárás
A Karl Friedrich Mohrról elnevezett módszer szerint kálium-kromát indikátort használnak, melyből – miután az összes kloridion elreagált – vörös színű ezüst-kromát keletkezik:
2Ag+ (aq) + CrO42− (aq) → Ag2CrO4 (s) (Ksp =  9 ·10−12)
Az oldatnak közel semlegesnek kell lennie, mert magas pH-n ezüst-hidroxid keletkezik, míg alacsony pH-n H2CrO4 krómsav képződik, ami csökkenti a kromátionok koncentrációját, késleltetve ezzel a csapadékképződést. A karbonát- és foszfátionok ezüsttel csapadékot adnak, ezért nem lehetnek jelen az oldatban, mivel pontatlan mérést eredményeznének.
A Mohr-módszer megvalósítható úgy, hogy a minta teljes klórtartalmát mérje. A mintát ekkor kalcium-, majd vas-acetáttal hamvasztják. A kalcium-acetát „megköti” a szabad klórt, kicsapja a karbonátokat, és semlegesíti a kapott oldatot, a vas-acetát eltávolítja a foszfátokat. A kloridokat a maradékból vízzel kioldják, majd megtitrálják.

## Fajans-féle eljárás
A Kazimierz Fajans után elnevezett eljárás jellemzően diklór-fluoreszceint használ indikátorként, a végpontot a zöld színű szuszpenzió rózsaszínűvé változása jelzi. A titrálás végpontja előtt a kloridionok vannak feleslegben, ezek az AgCl felületére adszorbeálódnak, így a csapadék részecskéi negatív töltésűvé válnak. A végpont után az ezüst(I)-ionok feleslege adszorbeálódik az AgCl felületén, így a részecskék pozitív töltésűek lesznek. Az anionos festékek – mint például a diklór-fluoreszcein – a részecskékhez kötődnek, és az adszorpció során megváltozik a színük, jelezve ezzel a végpontot. Eozin (tetrabróm-fluoreszcein) használható bromid, jodid és tiocianát anionok titrálásánál, élesebb vele a végpontjelzés, mint a diklór-fluoreszcein esetén. Klorid anion titrálásakor nem használható, mivel a kloridnál erősebben kötődik az AgCl-hez.

## Fordítás
Ez a szócikk részben vagy egészben a Argentometry című angol Wikipédia-szócikk ezen változatának fordításán alapul.  Az eredeti cikk szerkesztőit annak laptörténete sorolja fel. Ez a jelzés csupán a megfogalmazás eredetét és a szerzői jogokat jelzi, nem szolgál a cikkben szereplő információk forrásmegjelöléseként.